# Sze Fong Shan
Sze Fong Shan (en chinois : 四方山) est une montagne de Hong Kong culminant à une altitude de 785 mètres, située au centre des Nouveaux Territoires sur la crête Est du Tai Mo Shan où un grand nombre de bovins paissent. Selon la subdivision administrative de Hong-Kong, Sze Fong Shan se trouve à la fois sur les districts de Tsuen Wan et de Tai Po. La section no 8 du sentier MacLehose est établie le long de la crête du Tai Mo Shan.

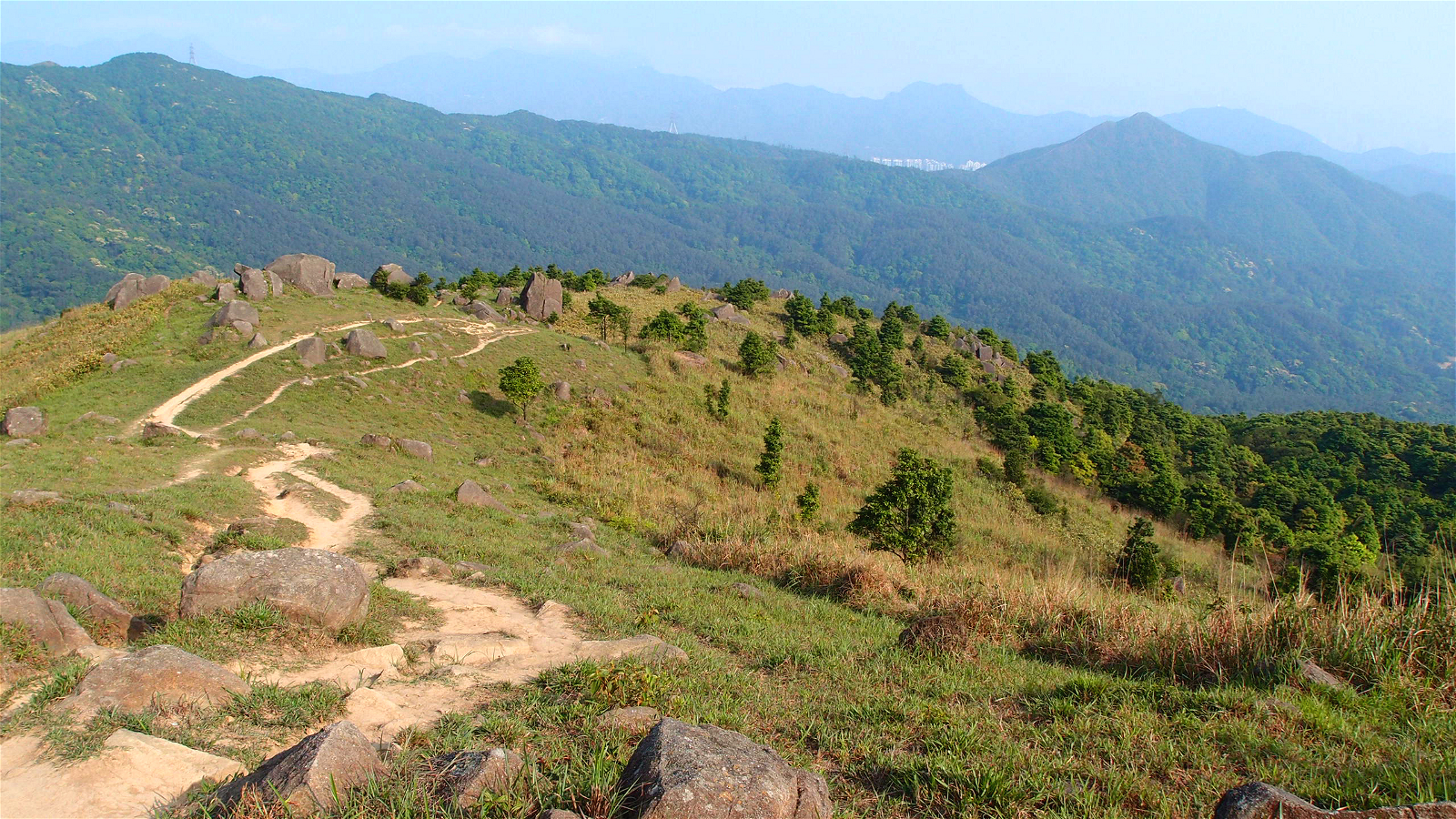
Prairies aux alentours de Sze Fong Shan

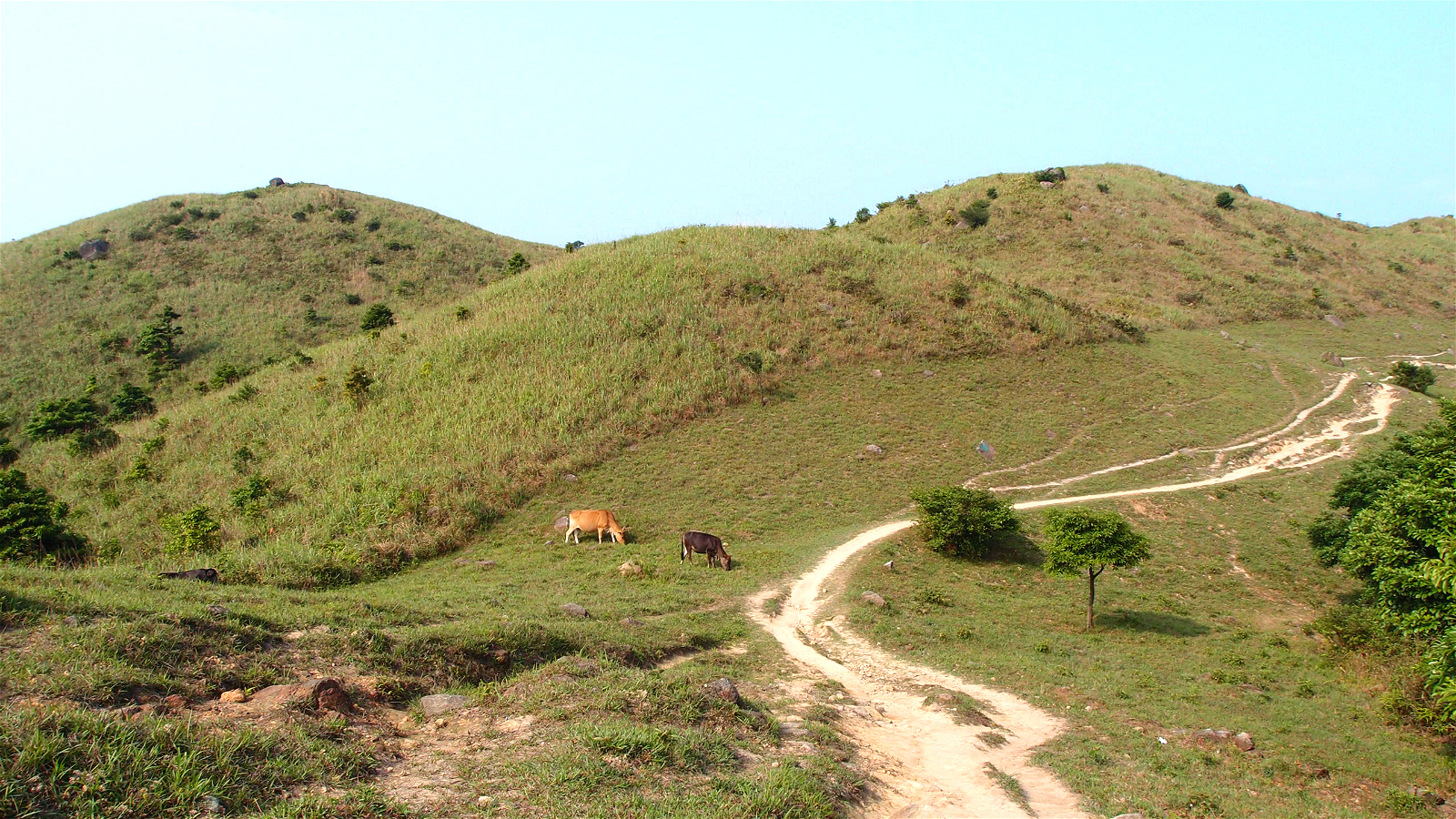
Prairies aux alentours de Sze Fong Shan où paissent des bovins.